# Doratoptera nicevillei
Doratoptera nicevillei  es una especie de polillas perteneciente a la familia Geometridae, descrito por primera vez en 1895 con distribución en India.

## Descripción
Es una polilla grande con una envergadura de 60 milímetros (2,4 plg) y de color ocre pálido y su frente pardusca. Ambas alas son moderadamente robustas, muy brillantes, de color blanquecino ocre. El ala anterior cuenta con vetas pardo doradas pálidas en el margen costal, en las venas y los espacios intercostales que se vuelven más finas en los pliegues.